# Šahovska olimpijada 2012.
40. Šahovska olimpijada održana je 2012. u Turskoj. Grad domaćin bio je Istanbul.

## Poredak osvajača odličja
| Mj. | Država   | Bodova | Igrači |
| --- | -------- | ------ | ------ |
| 1.  | Armenija | 19,0   |        |
| 2.  | Rusija   | 19,0   |        |
| 3.  | Ukrajina | 18,0   |        |

| Pobjednici            |
| --------------------- |
| Armenija Treći naslov |